# Polikarpov R-5
Polikarpov R-5 byl sovětský dvoumístný jednomotorový dvouplošník smíšené konstrukce s odkrytými prostory osádky a pevným podvozkem.

## Vývoj
Byl zkonstruován ve 20. letech 20. století, prototyp vzlétl na podzim roku 1928, do výzbroje Rudé armády byl zaveden roku 1930. Snaha o zvýšení výkonu sériových strojů vedla ke konstrukci typu R-5SSS (skorostnoj, skoropodjemnyj, skorostrelnyj). Letoun měl instalovanou výkonnější pohonnou jednotku M-17F o 526 kW a četná aerodynamická zlepšení. Podvozková kola byla kapotovaná, zaprofilováno bylo kování vzpěr a výztuh křídla. Novou hlavňovou výzbroj tvořily kulomety ŠKAS. Vyrobeno bylo přibližně 100 kusů, které měly až o 30 km/h vyšší rychlost a zvětšený dostup o 2000 m oproti základním R-5.

## Nasazení
Za druhé světové války byl již naprosto zastaralý, avšak stále sloužil jako spojovací letoun a jako součást výzbroje vojskového letectva. Traduje se, že 17. září 1939 se stal prvním sovětským letadlem, které se podařilo sestřelit bránícímu se polskému letectvu.

## Specifikace (R-5)

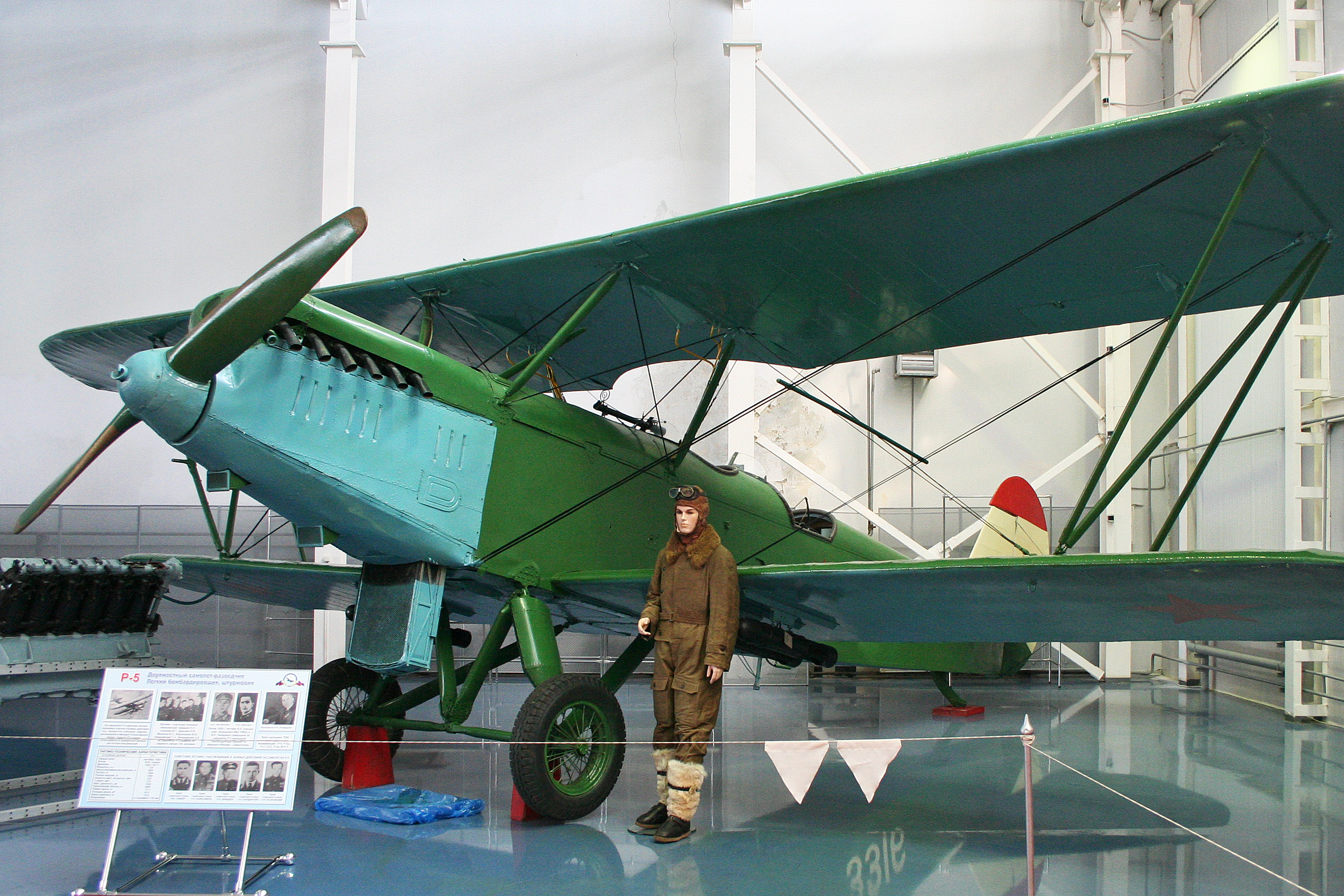
Polikarpov R-5 v leteckém muzeu Monino

### Technické údaje
- Osádka: 2
- Rozpětí: 15,3 m
- Délka: 10,56 m
- Výška: 2,6 m
- Nosná plocha: 50,2 m²
- Hmotnost prázdného letounu: 1969 kg
- Vzletová hmotnost: 2804 kg
- Pohonná jednotka: 1 × dvanáctiválcový vidlicový motor Mikulin M-17B o výkonu 500 kW

### Výkony
- Maximální rychlost: 228 km/h
- Dostup: 6400 m
- Dolet: 800 km

### Výzbroj
- 1 × kulomet PV-1 ráže 7,62 mm
- 300 kg pum